# スーサイドクリフ

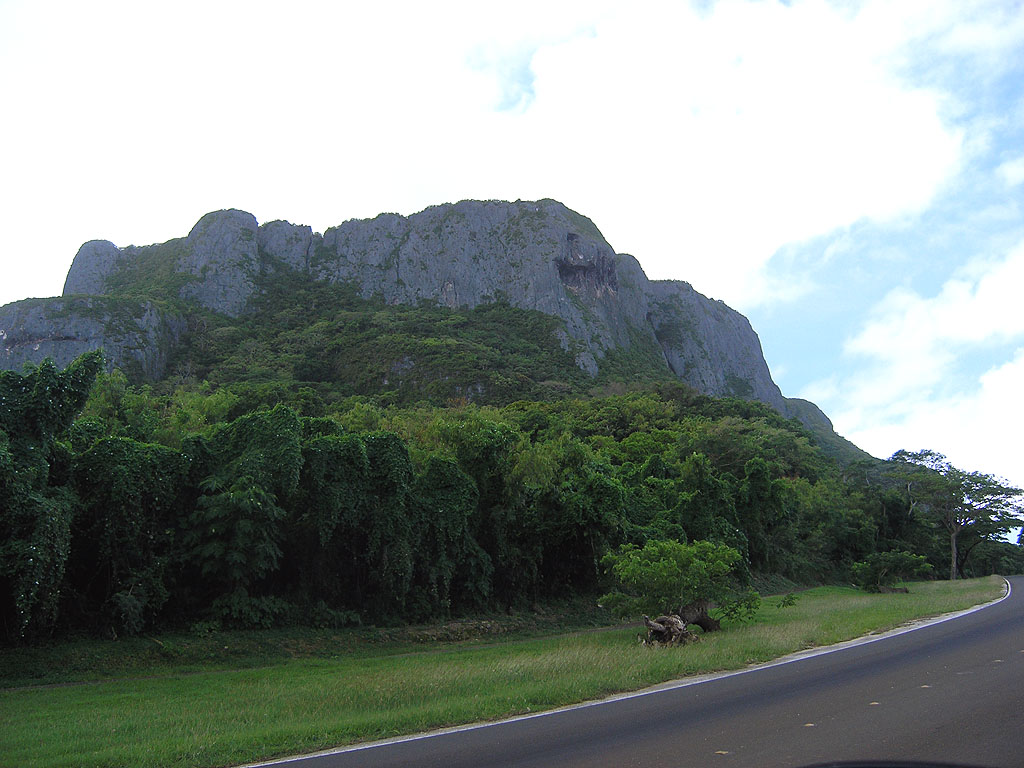
下からスーサイドクリフを見上げる

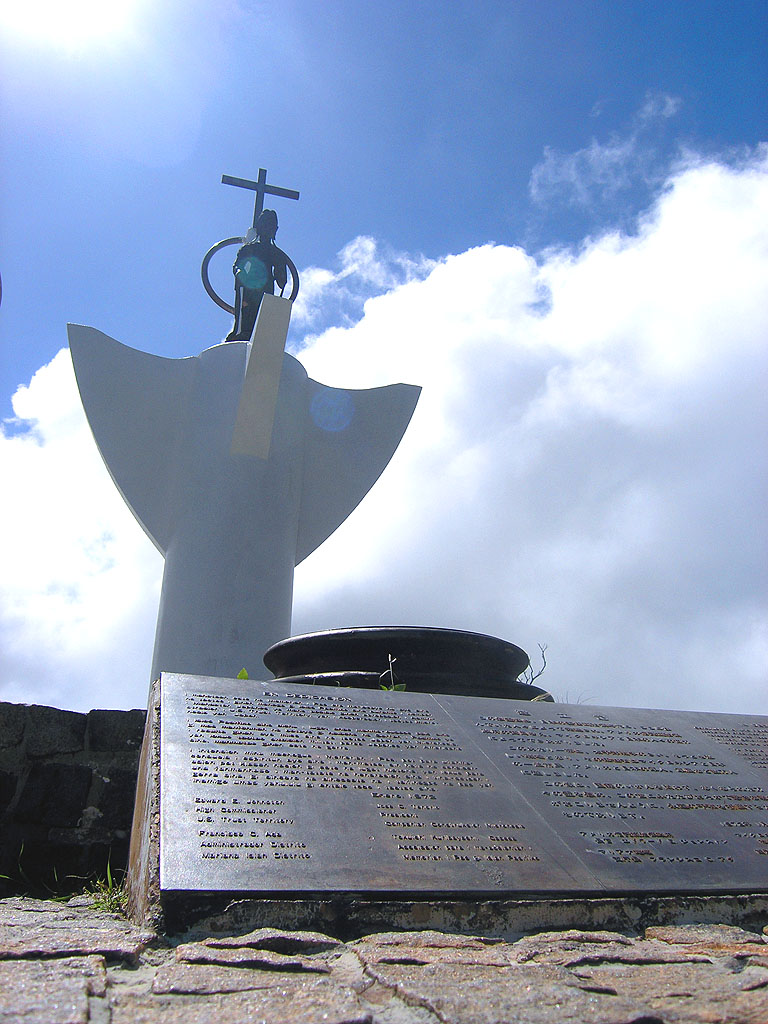
スーサイドクリフの慰霊碑

スーサイドクリフ（英語: Suicide Cliff）は、北マリアナ諸島サイパン島北部に位置するマッピ山北面の崖を指す。太平洋戦争末期の1944年6月から7月にかけて行われたサイパンの戦いにおいて、敗色濃厚となった多数の日本兵および民間人が、アメリカ軍からの投降勧告、説得に応じず投身して自決（スーサイド：Suicide 、英語で『自殺』の意）したことからこの名前で広く知られることとなった。
マッピ山山頂付近は、現在では公園として整備され、個人が建立した多数の慰霊碑が中央の観音像を取り囲んでいる。しかし、それらの慰霊碑の中には、観光客により破壊され損傷が著しいものも多い。
また、公園には展望台も設置されており、スーサイドクリフと並んでサイパンの戦いにおける集団自決地であるバンザイクリフ（マッピ岬）を望むことができる。そのため、スーサードクリフの丘に行き、そこでマウンテンバイクに乗り換え、北部エリアを観光しながら自然豊かなジャングルロードを抜けるサイクリングツアーが人気である。